# (19810) Partridge
(19810) Partridge (2000 SP112) – planetoida z pasa głównego asteroid okrążająca Słońce w ciągu 5,4 lat w średniej odległości 3,08 j.a. Odkryta 24 września 2000 roku.